# 山田三次郎
山田 三次郎（やまだ さんじろう、1870年9月14日（明治3年8月19日） - 1939年（昭和14年）6月23日）は、日本の技術者、実業家。旭硝子（現AGC）会長や、日本化成工業（のちの三菱化学、現在の三菱ケミカル）社長を務めた。

## 人物・経歴
鹿児島県生まれ。東京数学院（現東京高等学校）を経て、1897年に東京工業学校（現東京工業大学）窯業科卒業後、1900年から1903年まで農商務省海外実業練習生としてブリュッセルのガラス工場に留学した。
農商務省嘱託を経て、1906年東洋硝子技師。1908年旭硝子工務長となり、岩崎俊弥による旭硝子創業に加わり、欧米の調査などを行った。1918年日米板ガラス取締役。旭硝子常務取締役を経て、初代社長の岩崎の死後、1931年から後継として旭硝子取締役会長（第2代社長）を務めた。1933年旭化学工業奨励会理事長。1936年日本タール工業社長。1939年蔵前工業会理事長。同年に在職のまま急死した。

## 親族
妻セツは内務技師中原貞三郎の長女。山田彦八元海軍中将や山田直矢元帝国大学工科教授は兄。薩摩藩士大久保利世は祖父。大久保利通元内務卿は伯父で、牧野伸顕元外務大臣や、大久保利武元貴族院議員は従兄。